# Nordic Regional Airlines

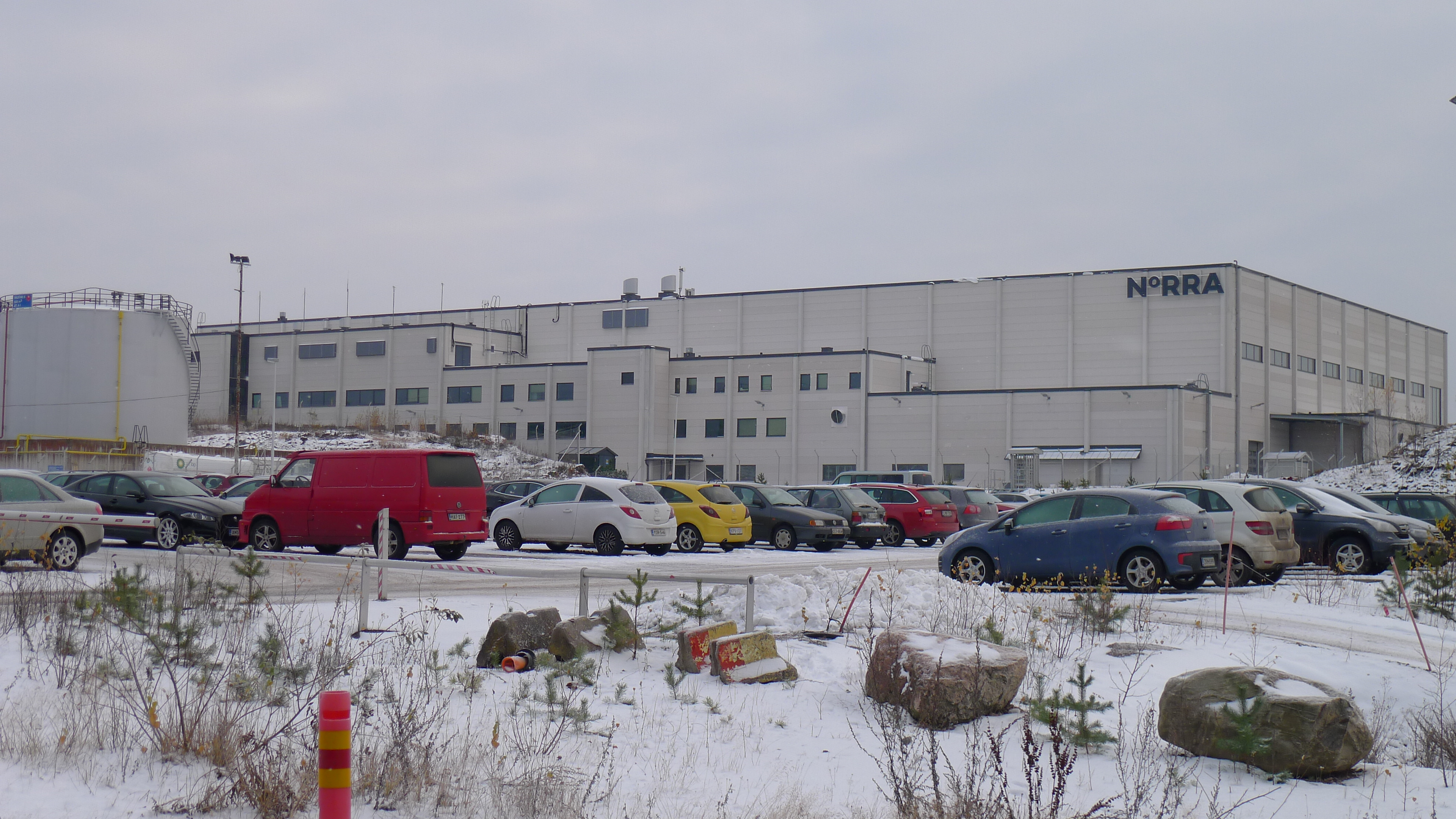
Norras huvudkontor

Nordic Regional Airlines (marknadsförs under namnet Norra och ofta visualiseras som N°RRA) är ett flygbolag, ägt av Danish Air Transport (60%) och Finnair (40%), som startade sin verksamhet den 30 oktober 2011. Flygbolaget använder sig av flygplanstyperna ATR 72-500 och Embraer 190LR. Fram till maj 2015 gick flygbolaget under namnet Flybe Nordic. Alla Embraer-flygplan är målade i Finnairfärger och används för flygningar i Finnairs namn. Flygbolaget har destinationer i bland annat Finland, Estland och Sverige. NORRA utför även flygningar i Europa för Finnair.

## Historia

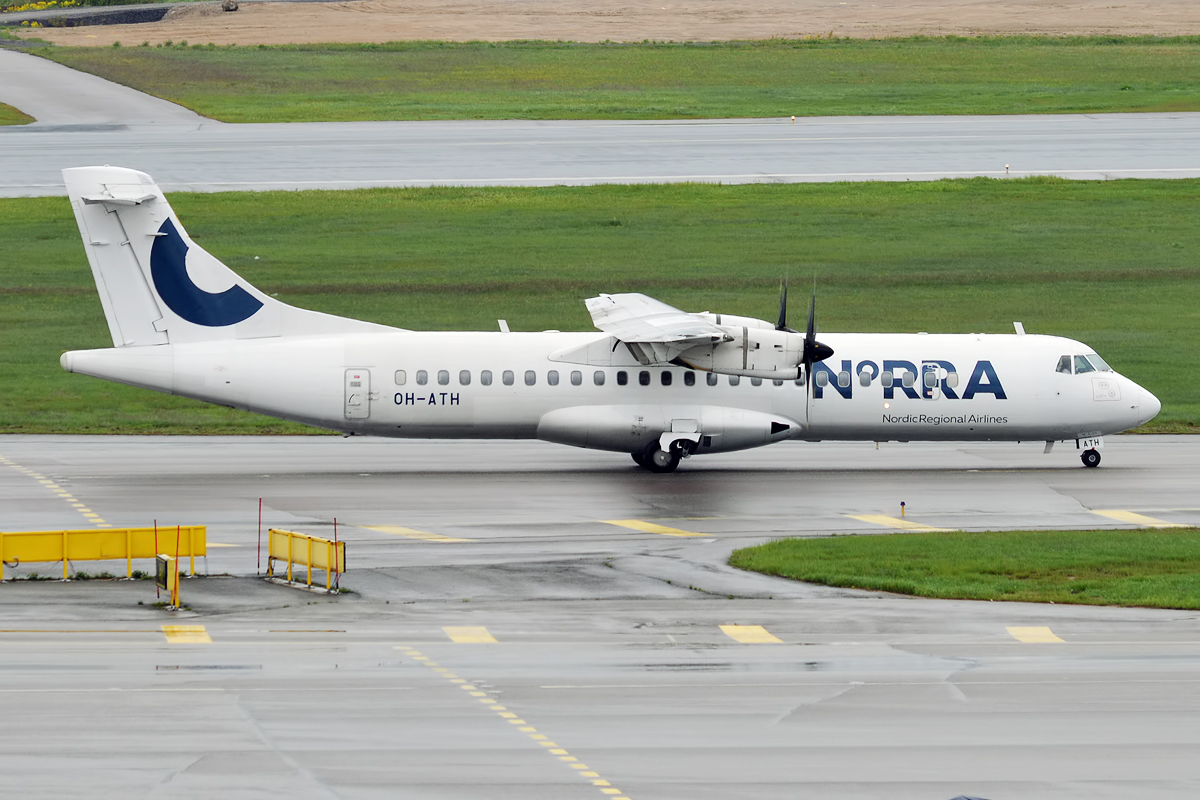
En ATR 72-500 från Norra på Tallinns internationella flygplats

Flygbolaget offentliggjordes den 1 juli 2011 när Flybe och Finnair avslöjat planer på att gemensamt köpa Finnish Commuter Airlines (FCA) och döpa om flygbolaget till Flybe Nordic, med både Flybe och Finnair med ägarandel i den nya enheten.  
Enligt villkoren i avtalet var köpeskillingen på Finncomm Airlines 25 miljoner euro, varav Flybe skulle betala 12 miljoner och Finnair 13 miljoner euro. Flybe kommer därför att ha en majoritetspost i Flybe Nordic, med 60% av aktierna i flygbolaget, medan Finnair innehar resterande 40%. Flybe kommer att ha tre platser i det nya flygbolagets styrelse och Finnair två. Flybe planerade att investera totalt 23,6 miljoner euro i det nya flygbolaget, inklusive utgifter såsom återbetalningar av lån utöver inköpspriset på FCA.
Vid tidpunkten för offentliggörandet av bildandet av Flybe Nordic planerade Flybe att inleda verksamheten i det nya flygbolaget den 1 augusti 2011 och att fasa ut namnet "Finncomm Airlines". Dock blev startdatumet senare framskjutet till den 30 oktober. Ett nytt linjenät var också planerat att publiceras i mitten av augusti. 
I maj 2015 bytte Flybe Nordic namn till Nordic Regional Airlines.

## Flotta
Nordic Regional Airlines flotta bestod av följande flygplan i augusti 2017: